# 北極海会議
北極海会議（ほっきょくかいかいぎ、英：Arctic ocean Conference）とは、2008年5月27日から5月29日にグリーンランドのイルリサットで開催された北極海の主要な問題に関しての会議である。
参加国はアメリカ合衆国、カナダ、デンマーク（グリーンランドを含む）、ノルウェー、ロシア（五十音順)の5ヵ国。

## 概要
この会議は北極における、環境規制、海の安全、鉱物資源の探査、石油の監視と輸送、等の計画について話し合う非常に重要なものだった。これは5ヵ国の省庁レベルで話し合われ、会議の結論前に『イルリサット宣言』が発表された。
この会議はデンマークの外務大臣 Per Stig Møller と、2007年のグリーンランドの首相ハンス・エノクセンの招待により北極の領土に関する論争の後に開かれた。Møllerは『国際連合が、北極の領海と資源に対する権利をどこの国が持つのか決めるまで、私たちは義務を果たし続けねばならない。もし北極の気候が変化して、それにより更に多くの輸送が可能になるのならば、やるべき事と規則について、我々は意見を一致させねばならない。』『我々は世界中の人々とそれぞれの自国民双方に対して、沿岸の5ヵ国はこの好機と難題について責任を持って取組む、という政治的な共同メッセージを伝える必要がある。』と述べた。
この歴史的な会議の背景には、おそらくイルリサットの溶けつつある氷河があるのではないかといわれている。
各国の省庁を代表する重要な参加者は以下の通りである。
- Gary Lunn（英語版） - 天然資源担当のカナダの大臣[8]
- Per Stig Møller、ハンス・エノクセン - デンマーク代表
- ヨーナス＝ガール・ストーレ - ノルウェーの外務大臣
- セルゲイ・ラブロフ - ロシアの外務大臣[9][10]
- ジョン・ネグロポンテ - アメリカ合衆国の国務副長官[1]

## 参加メンバーに関する論争
この会議は、北極評議会（en:Arctic Council）のメンバー8ヵ国のうち、アイスランド、スウェーデン、フィンランドを除いた5ヵ国で行われたことが大論争を引き起こした。
北極評議会のとあるメンバーを排除するデンマークの決定を支持するために、デンマークの国際法律部門のトップトーマス・ウィンクラーは『イルリサットのこの会議は北極評議会と張り合う会議ではない、我々の論点は北極海に面する5ヵ国の責任である。』と述べた。グリーンランドの政治家でありイヌイット会議の議長も務めたアクアラック・リンジの反応は、先住民がのけものにされている(marginalised)というもので、イヌイットは主権について他に干渉されない明確な定義を持っていると主張した。